# 长子女
长子女是一对夫妇生出的第一个孩子，其中男的叫作長子，女的叫作長女。在父權社会中，長子有權繼承財產或王位，即長子繼承制。阿尔弗雷德·阿德勒認為，如果一對夫婦養育了第二个孩子，长子女得到的關愛就會減少，後出生的子女得到的關愛會更多，这也会影响他们未來的性格。 